# Fältfrylegräsmal
Fältfrylegräsmal, Elachista geminatella är en fjärilsart som först beskrevs av Gottlieb August Herrich-Schäffer 1855.  Fältfrylegräsmal ingår i släktet Elachista, och familjen gräsmalar, Elachistidae. Arten är reproducerande i Sverige och har en livskraftig (LC) population i Sverige men saknas i Finland. Inga underarter finns listade i Catalogue of Life.